# Mariano Olier
Mariano Olier (1752-1816) fue un párroco de la Catedral de Buenos Aires. Tuvo un accionar destacado en la lucha contra la epidemia de viruela de 1778.
Nacido en Buenos Aires, sus padres fueron Mateo Olier y Nicolaza García de la Huerta. Su abuelo Sebastián de Olier, tenía nobleza reconocida por el Rey de España.